# Freemasons' Hall (Édimbourg)
Pour l’article homonyme, voir Freemasons' Hall.
Le Freemasons' Hall à Édimbourg est le siège de la Grande Loge d’Écosse représentant la franc-maçonnerie écossaise. Il est situé au 96 George Street dans la New Town.

## Bâtiment
Le Hall est construit entre 1911 et 1912 et est conçu par l'architecte d'Édimbourg Alexander Hunter Crawford. Crawford est lui-même un franc-maçon de premier plan, et le hall est décrite comme son œuvre la plus importante. La façade du bâtiment présente une grande statue de St Andrew, par le sculpteur Henry Snell Gamley. Le bâtiment remplace un précédent Hall érigé en 1858, conçu par David Bryce.

## Concerts

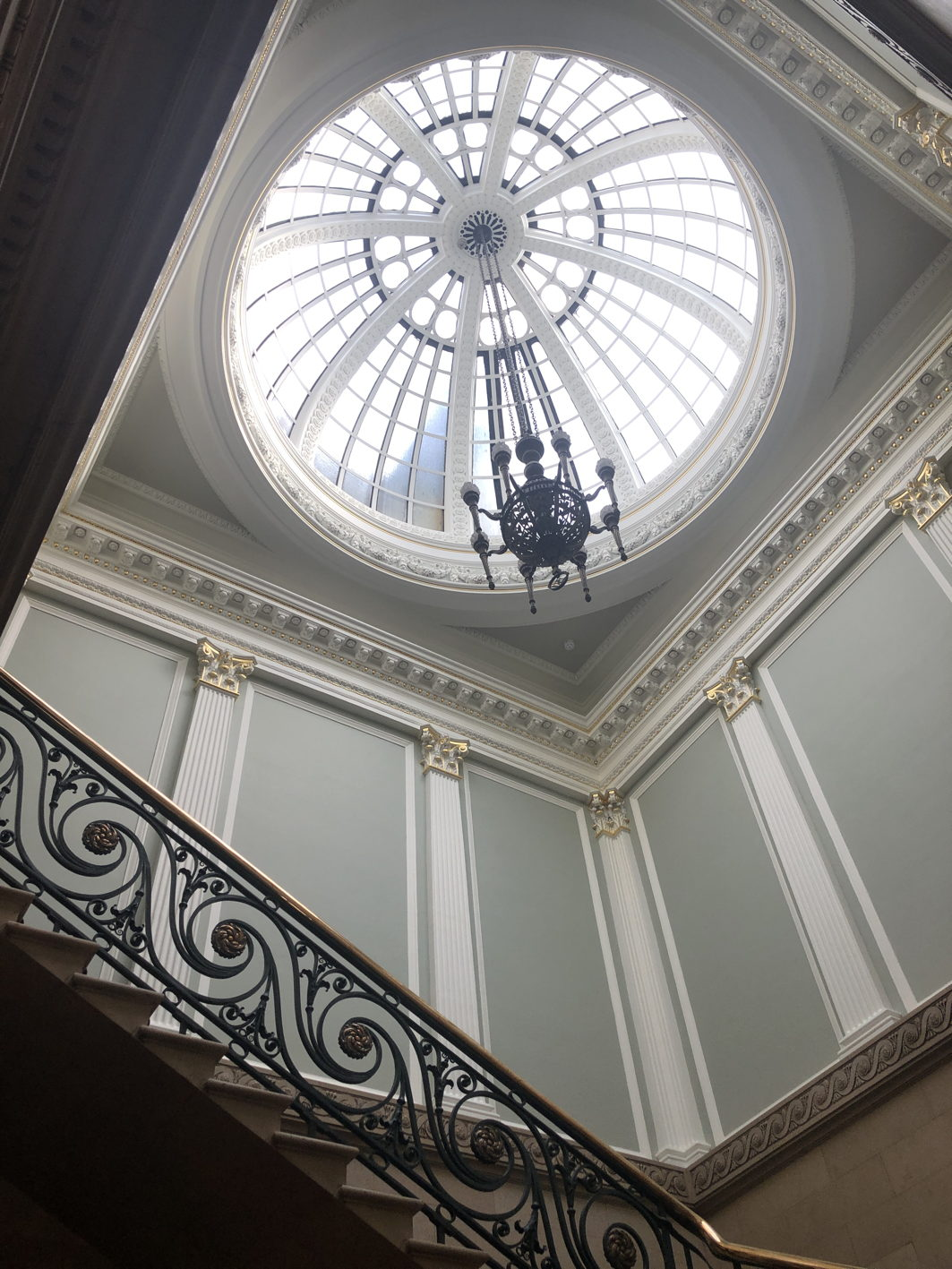
Escalier et dôme à Freemasons' Hall

Le bâtiment est utilisé pour une série de 10 concerts de chambre par Reginald Jacques et son Jacques Orchestra lors du premier Festival international d'Édimbourg en 1947 avec comme solistes Kathleen Ferrier, Peter Pears et Léon Goossens. Il est devenu un lieu de festival régulier dans les premières années du festival.

## Musée de la Grande Loge
La Grande Loge dispose d'un musée dans le bâtiment. Le musée présente une collection d'objets maçonniques dont certaines pièces sont antérieures au XVIIe siècle. Bijoux, céramiques, horloges, montres, décors, etc. sont répartis selon une muséographie particulière et dans diverses pièces .